# Fischerzeil
Die Fischerzeil ist ein ehemaliger Ort in Tulln an der Donau in Niederösterreich.

## Geografie
Der Ort befand sich am linken Ufer der Donau zwischen Neuaigen und Trübensee. Heute ist der Ort mit seinen Nachbarorten verwachsen und trägt keinen eigenen Namen mehr. Einzig die Straßenbezeichnung Fischerzeile erinnert noch an ihn.

## Geschichte
Die Einwohner betrieben hier neben den üblichen Erwerbsarten wie Ackerbau oder Holzwirtschaft auch die Fischerei, weshalb der Ort zu seinem Namen kam. Im Jahr 1822 wurde der Ort als Dorf mit 21 Häusern genannt, das nach Neuaigen eingepfarrt war, wohin auch die Kinder eingeschult wurden. Die Herrschaft Neuaigen besaß die Ortsobrigkeit, besorgte die Konskription und hatte die Grundherrschaft inne. Die Landgerichtsbarkeit wurde von der Herrschaft Königstetten ausgeübt.